# سیبرینا
سیبرینا (به چکی: Sibřina) یک منطقهٔ مسکونی در جمهوری چک است که در ناحیه پراگ-شرق واقع شده‌است. سیبرینا ۴٫۴۱ کیلومتر مربع مساحت و ۶۴۵ نفر جمعیت دارد و ۲۷۷ متر بالاتر از سطح دریا واقع شده‌است.